# Федотов, Валентин Ильич
Валентин Ильич Федотов (1937—1981) — советский строитель, поэт.

## Биография
Родился в деревне под Череповцом. Вся его биография в стихах поэта. «Я не стыжусь, что из деревни»,— напишет он о себе. Позднее переехал в Череповец. Житель города, строитель, радующийся тому, что «нынче много строим, дома светлы и высоки», он всей душой в поле, на лугу, в лесах, что «по-человечески тоскуют по человечьим голосам». Окончил Литературный институт имени М. Горького. Печатался в газетах, журнале «Север». Опубликовал книги «Закон моря» (1980), «Жизнь прожить» (1982).
Словно музыка, широко и свободно льются стихи, напевные, звучные, с неожиданными поворотами и выводами. «И пусть не вся, а часть России в его стихах отражена — хранит родная сторона тот голос чистый, полный силы» (В. Лукичев).